# Galaxy Police Anika
Super Heroine Saves the Crisis !! Galaxy Police Anika (HEROINE危機一髪!!　銀河パトロール　アニカ) es una película japonesa que del 26 de noviembre de 2003, producida por Zen Pictures. Es una película del género tokusatsu, de acción y aventuras, con artes marciales, protagonizada por Riko Tachibana como la heroína Anika, y dirigido por Tomoaki Sato.

## Argumento
Anika, que ha nacido en el Sistema galáctico, tiene un sentido de la justicia muy fuerte, tratando de luchar contra la maldady proteger la paz de la Galaxia. Un malvado irrumpe la paz del Sistema galáctico llamado "Muerte del Mundo Oscuro", y escapa hacia la Tierra en el Sistema Solar. Anika llagará a la Tierra para enfrentarse contra él.

## Películas sobre Anika
Esta película de Anika posee una secuela:
- 2003 - Galaxy Police Anika

- 2005 - Anika 2 - Rescue the Queen

- El idioma es en japonés, pero también está disponible con subtítulos en inglés, en DVD o descargable por internet.

- Producidas por GIGA, también hay varias películas eróticas sobre la heroína Anika:

- 2007 - Galaxy Patrol Anika R Hairbreadth!!.[2]

- 2007 - Super Heroine of badness to come within a hair's breadth of something!! Dark goddess Black Anika.[3]

- 2004 - Anika - Demons in Hell.[4]

- 2004 - Anika & Red Cóndor.[5]

- 2004 - Anika - Insult.[6]